# Luigi Ferdinando Marsigli
Luigi Ferdinando Marsigli, född den 10 juli 1658 i Bologna, död där den 1 november 1730, var en italiensk greve, botaniker, krigare och lärd.
Marsigli tjänade på 1680-talet kejsar Leopold mot turkarna och blev därunder tillfångatagen. Han blev 1701 general, men avskedades 1703 ur österrikisk krigstjänst som delaktig i ansvaret för fästningen 
Alt-Breisachs förhastade uppgivande till fransmännen under spanska tronföljdskriget samt ägnade sig därefter nästan uteslutande åt lärda sysselsättningar.
Marsigli skrev bland annat ett för naturhistoria och nutidens vetenskapliga ståndpunkt mycket kuriöst arbete med titel Breve ristretto del saggio fisico intorno alla storia del mare etc. (1711; på franska: Histoire physique de la mer, 1725) och utgav ett stort praktverk över Donau, Danubius pannonico-mysicus (1726; 6 band, med nära 300 kartor och kopparstick). Genom att skänka sina rika samlingar till staden Bologna (1712) lade han grunden till institutet för vetenskaper och konster där.